# ديامانتينو سيلفا
ديامانتينو سيلفا (29 مارس 1928 بالبرتغال - ) هو لاعب كرة قدم برتغالي في مركز الهجوم. شارك مع منتخب البرتغال لكرة القدم. أما مع النوادي، فقد لعب مع نادي بيلينينسش.

## وصلات خارجية
- ديامانتينو سيلفا على موقع قاعدة بيانات كرة القدم.إي يو (الإنجليزية)
- ديامانتينو سيلفا على موقع عالم كرة القدم.نت (الإنجليزية)